# Si-o-se Pol
Si-o-se Pol (tiếng Ba Tư: سی و سه پل, phát âm [ˈsiː oˈseh ˈpol], có nghĩa cầu 33 hay cầu 33 cổng vòm), cũng gọi là cầu Allah-Verdi Khan, là một trong 11 cây cầu ở Isfahan, Iran. Nó là một trong những ví dụ nổi tiếng của thiết kế cầu Safavid.
Cầu bắc qua sông Zayandeh và có hai hàng cổng vòm.

## Hình ảnh

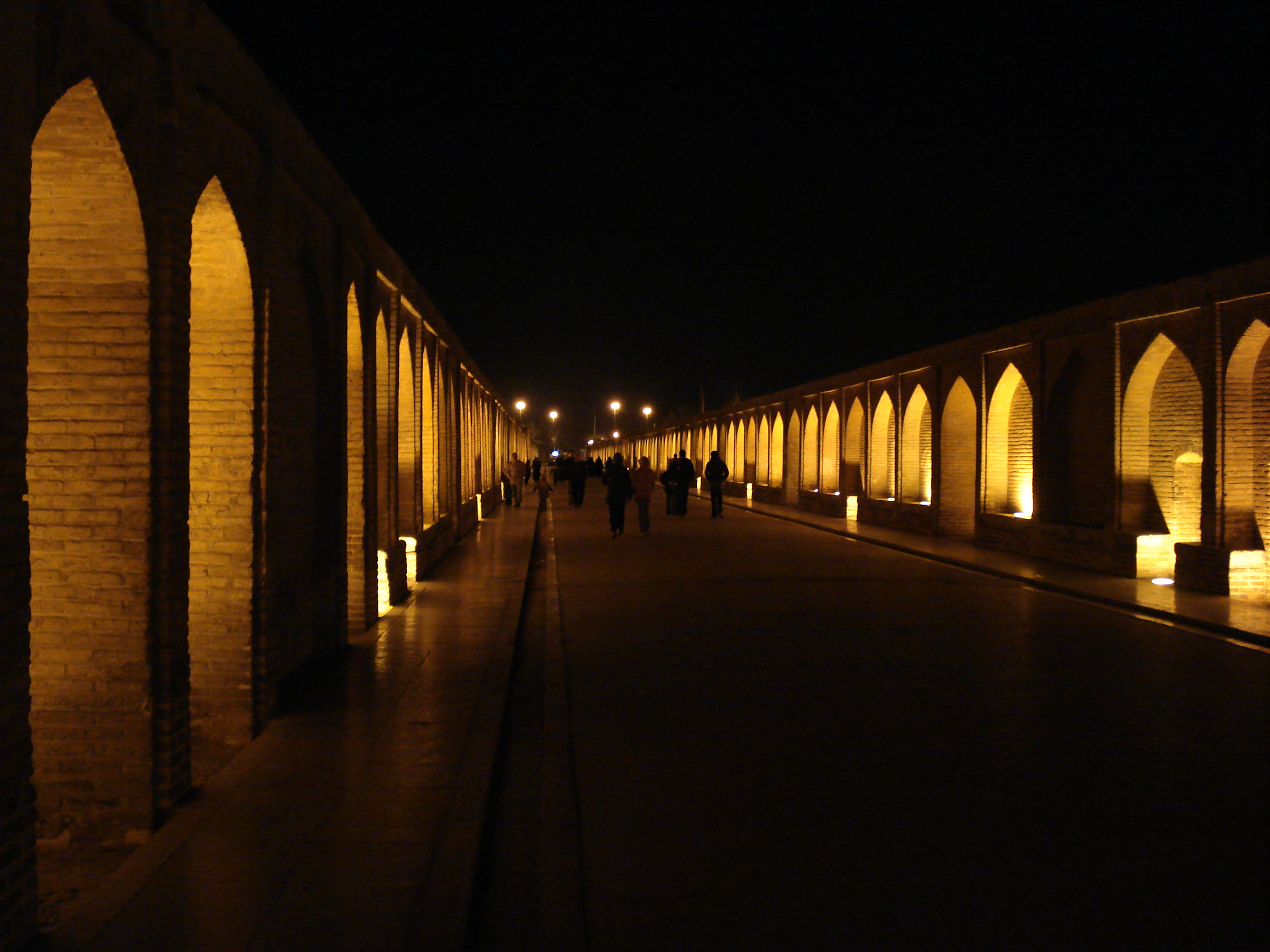
Bên trong về đêm
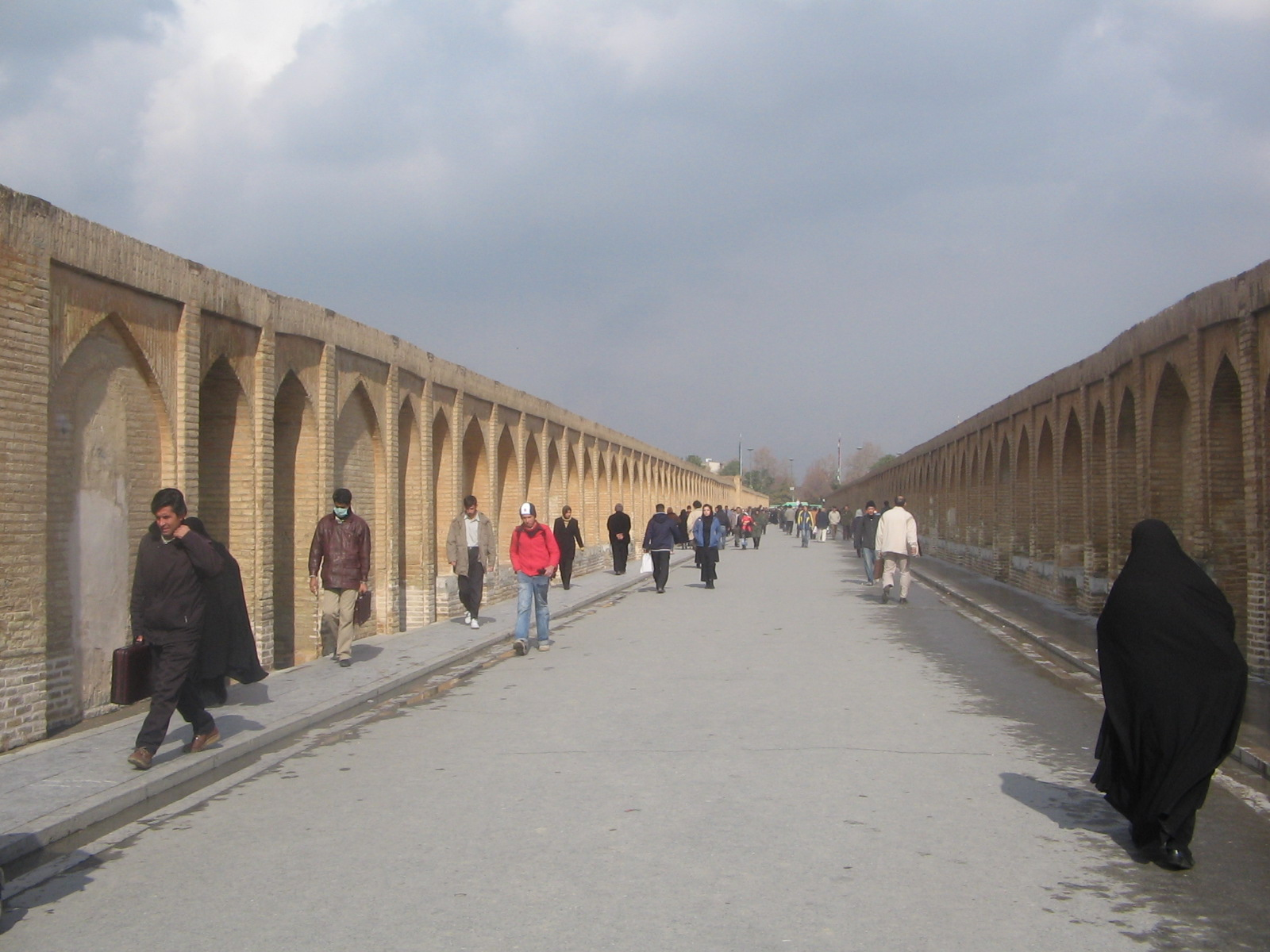
Bên trong ban ngày
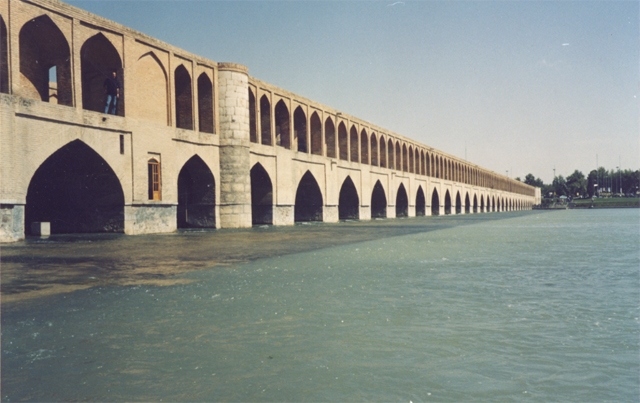
Cảnh quan cầu
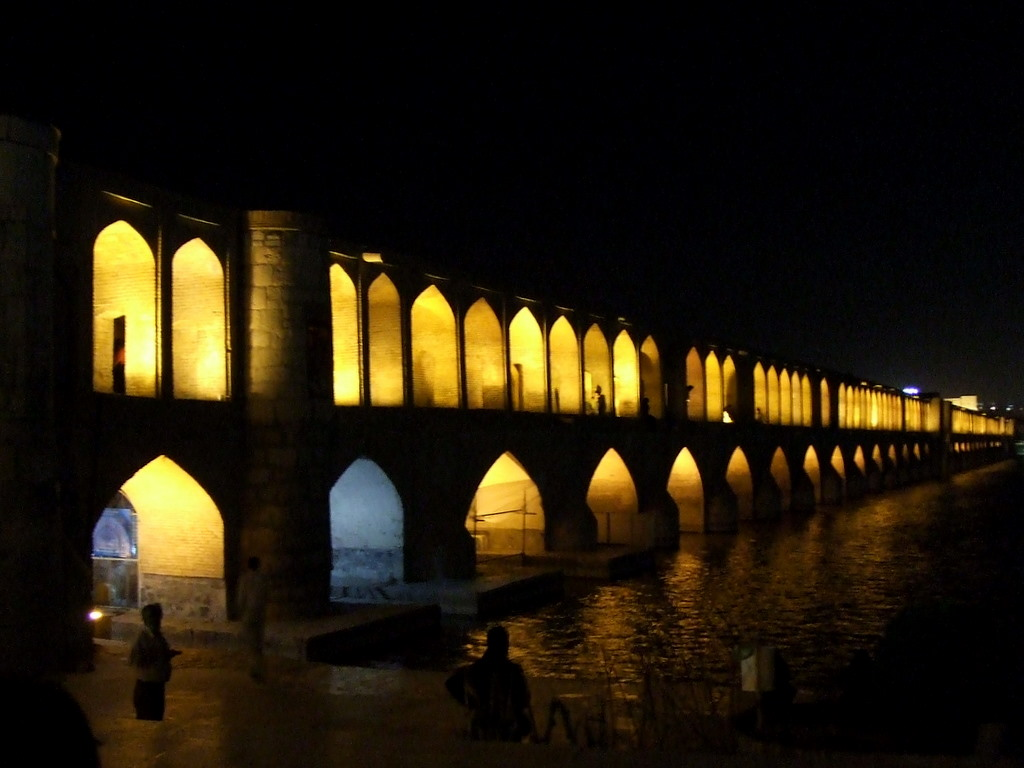
33 Pol về đêm
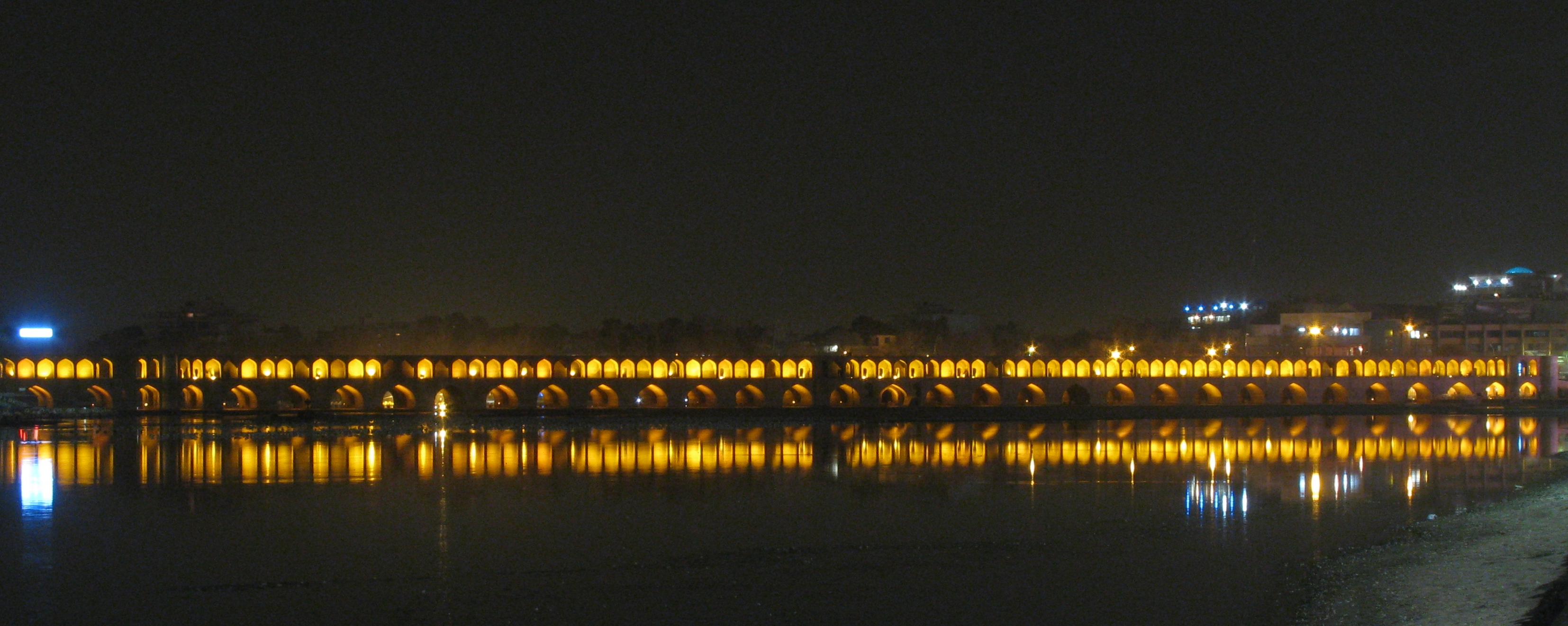
Cầu về đêm
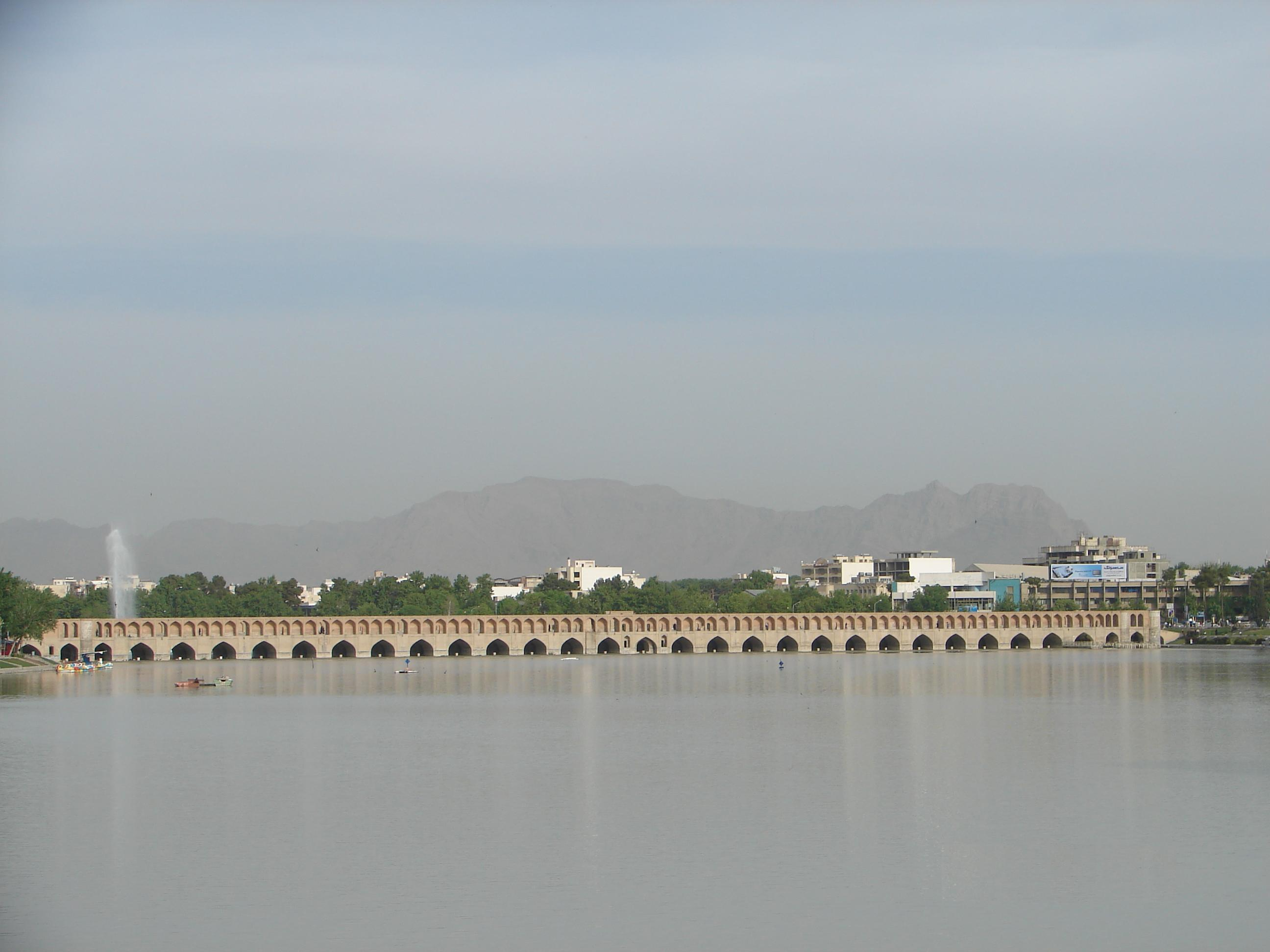
Toàn bộ cầu
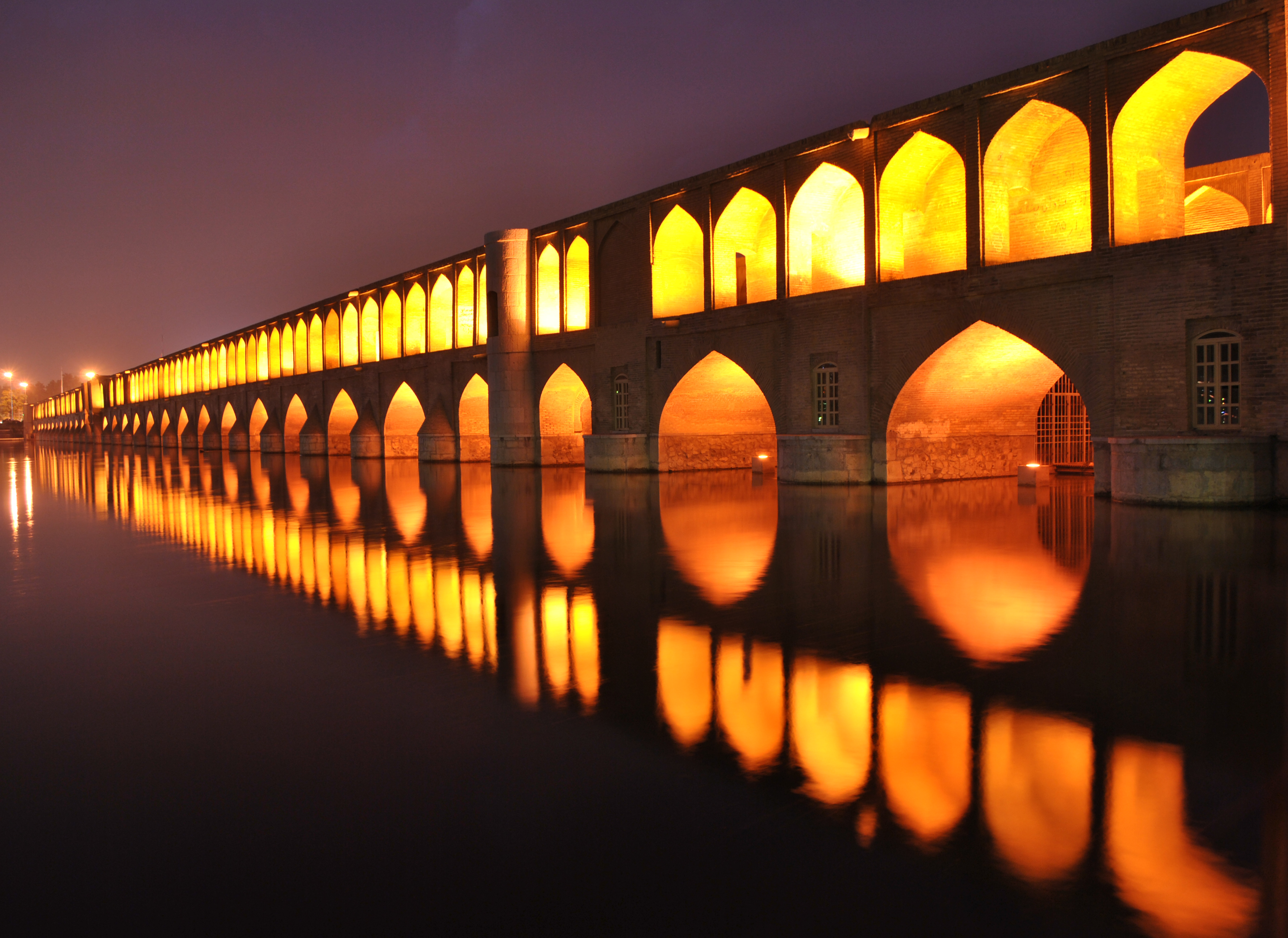